# Франция на летних Олимпийских играх 2012
Франция на летних Олимпийских играх 2012 была представлена 330 спортсменами в 24 видах спорта.

## Награды

### Золото
| Золото | |                                                                  |
| 1      | Камиль Мюффа | Плавание (женщины, 400 метров вольным стилем)                    |
| 2      | Амори Лево Фабьен Жило Клеман Лефер Янник Аньель Ален Бернар Жереми Стравьюс | Плавание (мужчины, эстафета 4×100 метров вольным стилем)         |
| 3      | Янник Аньель | Плавание (мужчины, 200 метров вольным стилем)                    |
| 4      | Тони Эстанге | Гребля на байдарках и каноэ (мужчины, слалом, К-1)               |
| 5      | Люси Декосс | Дзюдо (женщины, до 70 кг)                                        |
| 6      | Эмили Фер | Гребля на байдарках и каноэ (женщины, слалом, байдарки-одиночки) |
| 7      | Тедди Ринер | Дзюдо (мужчины, свыше 100 кг)                                    |
| 8      | Флоран Маноду | Плавание (мужчины, 50 метров вольным стилем)                     |
| 9      | Рено Лавиллени | Лёгкая атлетика (мужчины, прыжки с шестом)                       |
| 10     | Жюли Брессе | Велоспорт (женщины, маунтинбайк)                                 |
| 11     | Люк Абало, Вильям Аккамбре, Ксавье Бараше, Микаэль Гигу, Дидье Динар, Никола Карабатич, Дауда Карабуэ, Бертран Жиль, Гийом Жиль, Гийом Жоли, Даниэль Нарсисс, Тьерри Омейе, Самюэль Онрубия, Седрик Сорендо, Жером Фернандес | Гандбол (мужчины)                                                |

### Серебро
| Серебро | |                                                               |
| 1       | Селин Гобервиль | Стрельба (женщины, пневматический пистолет, 10 м)             |
| 2       | Камиль Мюффа | Плавание (женщины, 200 метров вольным стилем)                 |
| 3       | Амори Лево Грегори Малле Клеман Лефер Янник Аньель Жереми Стравьюс | Плавание (мужчины, эстафета 4×200 метров вольным стилем)      |
| 4       | Грегори Боже Микаэль Д’Альмейда Кевин Сиро | Велоспорт (мужчины, командный спринт)                         |
| 5       | Жермен Шарден Дориан Мортелетт | Академическая гребля (мужчины, двойки)                        |
| 6       | Микаэль Льодра Жо-Вильфрид Тсонга | Теннис (мужчины, парный турнир)                               |
| 7       | Бриан Кокар | Велоспорт (мужчины, омниум)                                   |
| 8       | Махидин Мехисси-Бенаббад | Лёгкая атлетика (мужчины, бег на 3000 метров с препятствиями) |
| 9       | Грегори Боже | Велоспорт (мужчины, спринт)                                   |
| 10      | Анна-Каролина Графф | Тхэквондо (женщины, свыше 67 кг)                              |
| 11      | Изабель Якубу-Деуи, Эндене Мийам, Клеменс Беке, Сандрин Груда, Эдвиж Лоусон, Селин Дюмерк, Флоранс Лепрон, Эмили Гомис, Марион Лаборд, Элоди Годен, Эммелин Ндонг, Женнифер Дигбё | Баскетбол (женщины)                                           |

### Бронза
| Бронза |                                                                                        |                                                          |
| 1      | Присцилла Ньето                                                                        | Дзюдо (женщины, до 52 кг)                                |
| 2      | Отон Павья                                                                             | Дзюдо (женщины, до 57 кг)                                |
| 3      | Юго Легран                                                                             | Дзюдо (мужчины, до 73 кг)                                |
| 4      | Жевриз Эман                                                                            | Дзюдо (женщины, до 63 кг)                                |
| 5      | Камиль Мюффа Шарлотта Бонне Офели-Сирьель Этьен Корали Балми Марго Фаррелл Милен Лазар | Плавание (женщины, эстафета 4×200 метров вольным стилем) |
| 6      | Одри Чёмео                                                                             | Дзюдо (женщины, до 78 кг)                                |
| 7      | Дельфин Ро                                                                             | Стрельба (женщины, трап)                                 |
| 8      | Жюльен Беннето Ришар Гаске                                                             | Теннис (мужчины, парный турнир)                          |
| 9      | Жонатан Лобер                                                                          | Парусный спорт (мужчины, Финн)                           |
| 10     | Гамильтон Сабо                                                                         | Спортивная гимнастика (мужчины, параллельные брусья)     |
| 11     | Стив Гено                                                                              | Греко-римская борьба (мужчины, до 66 кг)                 |
| 12     | Марлен Арнуа                                                                           | Тхэквондо (женщины, до 57 кг)                            |

- В мае 2014 МОК лишил сборную США серебряных наград в мужской легкоатлетической эстафете 4×100 м, но не перераспределил медали[1]. В случае перераспределения медалей Франция получит бронзовую медаль в этой дисциплине.

## Результаты соревнований

### Академическая гребля
В следующий раунд из каждого заезда проходили несколько лучших экипажей (в зависимости от дисциплины). В утешительный заезд попадали спортсмены, выбывшие в предварительном раунде. В финал A выходили 6 сильнейших экипажей, остальные разыгрывали места в утешительных финалах B-F.
Мужчины
| Соревнование              | Спортсмены                     | Предварительный заезд | Предварительный заезд | Предварительный заезд | Отборочный заезд | Отборочный заезд | Отборочный заезд | Четвертьфинал | Четвертьфинал | Четвертьфинал | Полуфинал | Полуфинал | Полуфинал | Финал   | Финал   | Итоговое место |
| Соревнование              | Спортсмены                     | Заезд                 | Время                 | Место                 | Заезд            | Время            | Место            | Заезд         | Время         | Место         | Заезд     | Время     | Место     | Время   | Место   | Итоговое место |
| ------------------------- | ------------------------------ | --------------------- | --------------------- | --------------------- | ---------------- | ---------------- | ---------------- | ------------- | ------------- | ------------- | --------- | --------- | --------- | ------- | ------- | -------------- |
| двойки                    | Жермен Шарден Дориан Мортелетт | 1                     | 6:17,22               | 2 Q                   | не участвовали   | не участвовали   | не участвовали   | не проводится | не проводится | не проводится | 2         | 6:58,67   | 2 Q       | Финал A | Финал A | 2              |
| двойки                    | Жермен Шарден Дориан Мортелетт | 1                     | 6:17,22               | 2 Q                   | не участвовали   | не участвовали   | не участвовали   | не проводится | не проводится | не проводится | 2         | 6:58,67   | 2 Q       | 6:21,11 | 2       | 2              |
| двойки парные             | Жюльен Баэн Седрик Беррест     | 2                     | 6:19,61               | 3 Q                   | не участвовали   | не участвовали   | не участвовали   | не проводится | не проводится | не проводится | 2         | 6:29,61   | 5         | Финал B | Финал B | 10             |
| двойки парные             | Жюльен Баэн Седрик Беррест     | 2                     | 6:19,61               | 3 Q                   | не участвовали   | не участвовали   | не участвовали   | не проводится | не проводится | не проводится | 2         | 6:29,61   | 5         | 6:26,44 | 4       | 10             |
| Парные двойки, лёгкий вес |                                |                       |                       |                       |                  |                  |                  |               |               |               |           |           |           |         |         |                |
| Четвёрки, лёгкий вес      |                                |                       |                       |                       |                  |                  |                  |               |               |               |           |           |           |         |         |                |

### Бадминтон
Спортсменов — 2
Мужчины
| Соревнование     | Спортсмены   | Групповой этап | Групповой этап | Групповой этап | 1/8 финала    | 1/4 финала    | 1/2 финала    | Финал         | Финал |
| Соревнование     | Спортсмены   | 1 матч         | 2 матч         | 3 матч         | 1/8 финала    | 1/4 финала    | 1/2 финала    | Финал         | Финал |
| Соревнование     | Спортсмены   | Соперник Счёт  | Соперник Счёт  | Соперник Счёт  | Соперник Счёт | Соперник Счёт | Соперник Счёт | Соперник Счёт | Место |
| ---------------- | ------------ | -------------- | -------------- | -------------- | ------------- | ------------- | ------------- | ------------- | ----- |
| Одиночный разряд | Брис Леверде |                |                |                |               |               |               |               |       |

Женщины
| Соревнование     | Спортсмены | Групповой этап | Групповой этап | Групповой этап | 1/8 финала    | 1/4 финала    | 1/2 финала    | Финал         | Финал |
| Соревнование     | Спортсмены | 1 матч         | 2 матч         | 3 матч         | 1/8 финала    | 1/4 финала    | 1/2 финала    | Финал         | Финал |
| Соревнование     | Спортсмены | Соперник Счёт  | Соперник Счёт  | Соперник Счёт  | Соперник Счёт | Соперник Счёт | Соперник Счёт | Соперник Счёт | Место |
| ---------------- | ---------- | -------------- | -------------- | -------------- | ------------- | ------------- | ------------- | ------------- | ----- |
| Одиночный разряд | Пи Хунъянь |                |                |                |               |               |               |               |       |

### Баскетбол

#### Мужчины
Состав команды
Результаты
Группа A
| Место | Команда                   | В | П | МЗ | МП | МР | Очки |
| ----- | ------------------------- | - | - | -- | -- | -- | ---- |
| 1     | Аргентина                 | 0 | 0 | 0  | 0  | 0  | 0    |
| 2     | США                       | 0 | 0 | 0  | 0  | 0  | 0    |
| 3     | Тунис                     | 0 | 0 | 0  | 0  | 0  | 0    |
| 4     | Франция                   | 0 | 0 | 0  | 0  | 0  | 0    |
| 5     | победитель квалификации 1 | 0 | 0 | 0  | 0  | 0  | 0    |
| 6     | победитель квалификации 2 | 0 | 0 | 0  | 0  | 0  | 0    |

| 29 июля 2012 14:30 (UTC+1) |  | США | ' | Франция | Баскетбольная арена, Лондон |

| 31 июля 2012 20:00 (UTC+1) |  | Франция | ' | Аргентина | Баскетбольная арена, Лондон |

| 2 августа 2012 09:00 (UTC+1) |  | Франция | ' | Победитель квалификации 1 | Баскетбольная арена, Лондон |

| 4 августа 2012 09:00 (UTC+1) |  | Тунис | ' | Франция | Баскетбольная арена, Лондон |

| 6 августа 2012 14:30 (UTC+1) |  | Франция | ' | Победитель квалификации 2 | Баскетбольная арена, Лондон |

#### Женщины

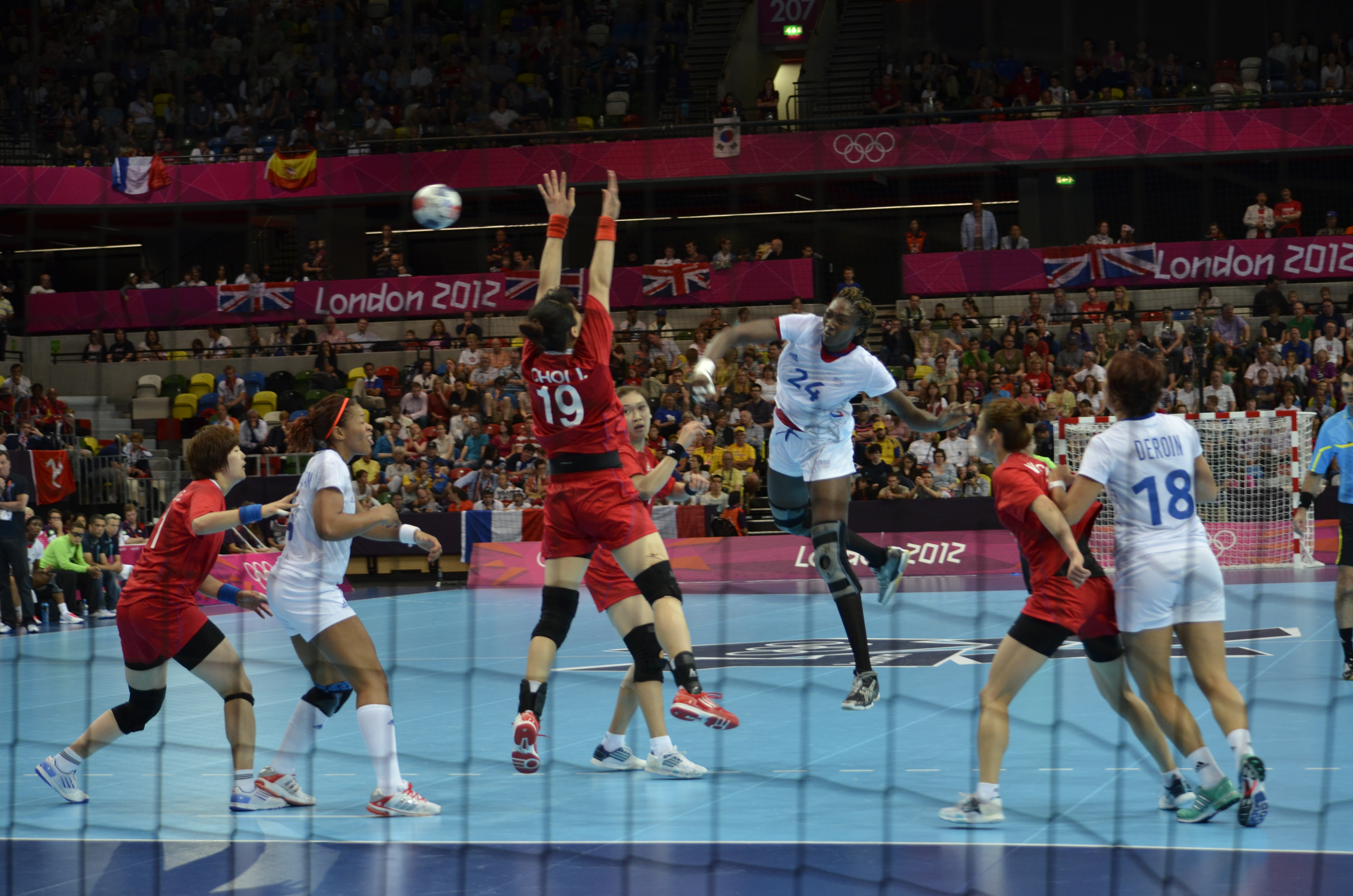
Матч Южная Корея — Франция

Групповой этап (Группа B)
| Место | Сборная        | В | П | МЗ  | МП  | МР  | Очки |
| ----- | -------------- | - | - | --- | --- | --- | ---- |
| 1     | Франция        | 5 | 0 | 356 | 319 | +37 | 10   |
| 2     | Австралия      | 4 | 1 | 353 | 322 | +31 | 9    |
| 3     | Россия         | 3 | 2 | 314 | 308 | +6  | 8    |
| 4     | Канада         | 2 | 3 | 328 | 332 | -4  | 7    |
| 5     | Бразилия       | 1 | 4 | 329 | 354 | -25 | 6    |
| 6     | Великобритания | 0 | 5 | 327 | 372 | -45 | 5    |

### Бокс
Спортсменов — 5
Мужчины
| Соревнование | Спортсмены     | Первый раунд                  | Второй раунд                   | Четвертьфинал                 | Полуфинал            | Финал                |
| Соревнование | Спортсмены     | Соперник Результат            | Соперник Результат             | Соперник Результат            | Соперник Результат   | Соперник Результат   |
| ------------ | -------------- | ----------------------------- | ------------------------------ | ----------------------------- | -------------------- | -------------------- |
| до 49 кг     | Жереми Бекку   | Биржан Жакыпов (KAZ) П 17-18  | Завершил выступление           | Завершил выступление          | Завершил выступление | Завершил выступление |
| до 52 кг     | Нордин Убаали  | Аджмал Фейсал (AFG) В 22-9    | Роши Уоррен (USA) В 19-18      | Майкл Конлан (IRL) П 18-22    | Завершил выступление | Завершил выступление |
| до 60 кг     | Рашид Аззедин  | Хосе Рамирес (USA) П 20-21    | Завершил выступление           | Завершил выступление          | Завершил выступление | Завершил выступление |
| до 69 кг     | Алексис Вастин | Патрик Войцицки (GER) В 16-12 | Бямбын Тувшинбат (MGL) В 13-12 | Тарас Шелестюк (UKR) П 18-18+ | Завершил выступление | Завершил выступление |
| свыше 91 кг  | Тони Йока      |                               | Саймон Кин (CAN) П 16-16+      | Завершил выступление          | Завершил выступление | Завершил выступление |

### Борьба
Спортсменов — 1
Мужчины
Вольная борьба
| Соревнование | Спортсмены | Первый раунд       | Второй раунд       | Четвертьфинал      | Полуфинал          | Финал              |
| Соревнование | Спортсмены | Соперник Результат | Соперник Результат | Соперник Результат | Соперник Результат | Соперник Результат |
| ------------ | ---------- | ------------------ | ------------------ | ------------------ | ------------------ | ------------------ |
| до 60 кг     | Дидье Пау  |                    |                    |                    |                    |                    |

### Велоспорт
Спортсменов —

#### Шоссейный велоспорт
Мужчины
| Соревнование     | Спортсмены | Время | Место |
| ---------------- | ---------- | ----- | ----- |
| групповая гонка  |            |       |       |
|                  |            |       |       |
|                  |            |       |       |
|                  |            |       |       |
| раздельная гонка |            |       |       |

#### Трековый велоспорт
Кейрин
Мужчины
| Соревнование | Спортсмен      | Первый раунд | Перезаезд | Полуфинал | Финал |
| Соревнование | Спортсмен      | Место        | Место     | Место     | Место |
| ------------ | -------------- | ------------ | --------- | --------- | ----- |
| кейрин       | Микаэль Бурген |              |           |           |       |

Женщины
| Соревнование | Спортсмен    | Первый раунд | Перезаезд | Полуфинал | Финал |
| Соревнование | Спортсмен    | Место        | Место     | Место     | Место |
| ------------ | ------------ | ------------ | --------- | --------- | ----- |
| кейрин       | Клара Санчес | 6            | 1         | 2         | 4     |

### Водные виды спорта

#### Плавание
Спортсменов —
В следующий раунд на каждой дистанции проходят лучшие спортсмены по времени, независимо от места, занятого в своём заплыве.
Мужчины
| Соревнование                 | Спортсмен     | Предварительные заплывы | Предварительные заплывы | Полуфиналы           | Полуфиналы           | Финал                | Финал                |
| Соревнование                 | Спортсмен     | Результат               | Место                   | Результат            | Место                | Результат            | Место                |
| ---------------------------- | ------------- | ----------------------- | ----------------------- | -------------------- | -------------------- | -------------------- | -------------------- |
| 50 м вольный стиль           | Флоран Маноду | 22,09                   | 7                       | 21,80                | 6                    | 21,34                | 1                    |
| 50 м вольный стиль           | Амори Лево    | 22,35                   | 18                      | Завершил выступление | Завершил выступление | Завершил выступление | Завершил выступление |
| 100 м вольный стиль          |               |                         |                         |                      |                      |                      |                      |
|                              |               |                         |                         |                      |                      |                      |                      |
| 200 м вольный стиль          |               |                         |                         |                      |                      |                      |                      |
|                              |               |                         |                         |                      |                      |                      |                      |
| 400 м вольный стиль          |               |                         |                         |                      |                      |                      |                      |
|                              |               |                         |                         |                      |                      |                      |                      |
| 1500 м вольный стиль         |               |                         |                         |                      |                      |                      |                      |
| 100 м на спине               |               |                         |                         |                      |                      |                      |                      |
|                              |               |                         |                         |                      |                      |                      |                      |
| 200 м на спине               |               |                         |                         |                      |                      |                      |                      |
| 100 м брасс                  |               |                         |                         |                      |                      |                      |                      |
|                              |               |                         |                         |                      |                      |                      |                      |
| 4×100 м вольный стиль        |               |                         |                         |                      |                      |                      |                      |
| 4×200 м вольный стиль        |               |                         |                         |                      |                      |                      |                      |
| 4×100 метров комбинированная |               |                         |                         |                      |                      |                      |                      |

Открытая вода
| Соревнование  | Спортсмены   | Результат | Отставание | Место |
| ------------- | ------------ | --------- | ---------- | ----- |
| 10 километров | Жюльен Соваж |           |            |       |

Женщины
| Соревнование                 | Спортсмен         | Предварительный раунд | Предварительный раунд | Полуфинал | Полуфинал | Финал     | Финал |
| Соревнование                 | Спортсмен         | Результат             | Место                 | Результат | Место     | Результат | Место |
| ---------------------------- | ----------------- | --------------------- | --------------------- | --------- | --------- | --------- | ----- |
| 100 м вольный стиль          |                   |                       |                       |           |           |           |       |
| 200 м вольный стиль          |                   |                       |                       |           |           |           |       |
|                              |                   |                       |                       |           |           |           |       |
| 400 м вольный стиль          |                   |                       |                       |           |           |           |       |
|                              |                   |                       |                       |           |           |           |       |
| 800 м вольный стиль          |                   |                       |                       |           |           |           |       |
|                              |                   |                       |                       |           |           |           |       |
| 200 м баттерфляй             |                   |                       |                       |           |           |           |       |
| 100 м на спине               | Алексианн Кастель |                       |                       |           |           |           |       |
| 200 м на спине               | Алексианн Кастель |                       |                       |           |           |           |       |
| 200 м на спине               |                   |                       |                       |           |           |           |       |
| 100 м брасс                  |                   |                       |                       |           |           |           |       |
| 200 м комплекс               |                   |                       |                       |           |           |           |       |
| 400 м комплекс               |                   |                       |                       |           |           |           |       |
| 4×200 м вольный стиль        |                   |                       |                       |           |           |           |       |
| 4×100 метров комбинированная |                   |                       |                       |           |           |           |       |

Открытая вода
| Соревнование  | Спортсмены | Результат | Отставание | Место |
| ------------- | ---------- | --------- | ---------- | ----- |
| 10 километров |            |           |            |       |

#### Прыжки в воду
Спортсменов —
Мужчины
| Соревнование      | Спортсмены | Предварительный раунд | Предварительный раунд | Полуфинал | Полуфинал | Финал     | Финал |
| Соревнование      | Спортсмены | Результат             | Место                 | Результат | Место     | Результат | Место |
| ----------------- | ---------- | --------------------- | --------------------- | --------- | --------- | --------- | ----- |
| Трамплин, 3 метра |            |                       |                       |           |           |           |       |
|                   |            |                       |                       |           |           |           |       |

Женщины
| Соревнование      | Спортсмены | Предварительный раунд | Предварительный раунд | Полуфинал | Полуфинал | Финал     | Финал |
| Соревнование      | Спортсмены | Результат             | Место                 | Результат | Место     | Результат | Место |
| ----------------- | ---------- | --------------------- | --------------------- | --------- | --------- | --------- | ----- |
| Трамплин, 3 метра |            |                       |                       |           |           |           |       |
|                   |            |                       |                       |           |           |           |       |
| Вышка, 10 метров  |            |                       |                       |           |           |           |       |

### Гандбол

#### Мужчины
Состав команды
Результаты
Группа A
| Место | Команда        | В | Н | П | ГЗ  | ГП  | +/- | Очки |
| ----- | -------------- | - | - | - | --- | --- | --- | ---- |
| 1     | Исландия       | 5 | 0 | 0 | 167 | 132 | +35 | 10   |
| 2     | Франция        | 4 | 0 | 1 | 159 | 110 | +49 | 8    |
| 3     | Швеция         | 3 | 0 | 2 | 156 | 115 | +41 | 6    |
| 4     | Тунис          | 2 | 0 | 3 | 121 | 125 | −4  | 4    |
| 5     | Аргентина      | 1 | 0 | 4 | 113 | 137 | −25 | 2    |
| 6     | Великобритания | 0 | 0 | 5 | 96  | 182 | −86 | 0    |

| 29 июля 19:30 (UTC+1) | Отчёт | Франция         | 44:15 (21:7) | Великобритания   | Коппер Бокс Зрителей: 5000 Судьи: Мансур Абдулла, Салех Бамутреф |
| 29 июля 19:30 (UTC+1) | Отчёт | Гийом Жоли — 11 | Голы         | Робин Гарнем — 6 | Коппер Бокс Зрителей: 5000 Судьи: Мансур Абдулла, Салех Бамутреф |

| 31 июля 21:15 (UTC+1) | Отчёт | Аргентина                                      | 20:32 (9:17) | Франция              | Коппер Бокс Зрителей: 3906 Судьи: Пер Олесен, Ларс Педерсен |
| 31 июля 21:15 (UTC+1) | Отчёт | Федерико Гастон Фернандес, Гуидо Рикобелли — 4 | Голы         | Никола Карабатич — 7 | Коппер Бокс Зрителей: 3906 Судьи: Пер Олесен, Ларс Педерсен |

| 2 августа 11:15 (UTC+1) | Отчёт | Франция             | 25:19 (12:11) | Тунис           | Коппер Бокс Зрителей: 4670 Судьи: Ненад Николич, Душан Стойкович |
| 2 августа 11:15 (UTC+1) | Отчёт | Даниэль Нарсисс — 7 | Голы          | Амин Баннур — 5 | Коппер Бокс Зрителей: 4670 Судьи: Ненад Николич, Душан Стойкович |

| 4 августа 19:30 (UTC+1) | Отчёт | Исландия                 | 30:29 (16:15) | Франция             | Коппер Бокс Зрителей: 4521 Судьи: Ненад Крстич, Петер Любич |
| 4 августа 19:30 (UTC+1) | Отчёт | Александер Петерссон — 6 | Голы          | Жером Фернандес — 9 | Коппер Бокс Зрителей: 4521 Судьи: Ненад Крстич, Петер Любич |

| 6 августа 21:15 (UTC+1) | Отчёт | Франция             | 29:26 (18:12) | Швеция                           | Коппер Бокс Судьи: Матия Губица, Борис Милошевич |
| 6 августа 21:15 (UTC+1) | Отчёт | Даниэль Нарсисс — 6 | Голы          | Никлас Экберг, Ким Андерссон — 5 | Коппер Бокс Судьи: Матия Губица, Борис Милошевич |

1/4 финала
| 8 августа 14:30 (UTC+1) | Отчёт | Франция             | 23:22 (9:12) | Испания          | Баскетбольная арена Зрителей: 8890 Судьи: Ненад Николич, Душан Стойкович |
| 8 августа 14:30 (UTC+1) | Отчёт | Вильям Аккамбре — 7 | Голы         | Виктор Томас — 6 | Баскетбольная арена Зрителей: 8890 Судьи: Ненад Николич, Душан Стойкович |

1/2 финала
| 10 августа 20:30 (UTC+1) | Отчёт | Франция      | 25:22 (12:10) | Хорватия          | Баскетбольная арена Зрителей: 9849 Судьи: Кеннет Абрахамсен, Арне Кристиансен |
| 10 августа 20:30 (UTC+1) | Отчёт | 3 игрока — 4 | Голы          | Златко Хорват — 6 | Баскетбольная арена Зрителей: 9849 Судьи: Кеннет Абрахамсен, Арне Кристиансен |

Финал
| 12 августа 15:00 (UTC+1) | Отчёт | Швеция            | 21:22 (8:10) | Франция          | Баскетбольная арена Зрителей: 9627 Судьи: Ненад Крстич, Петер Любич |
| 12 августа 15:00 (UTC+1) | Отчёт | Никлас Экберг — 6 | Голы         | Микаэль Гигу — 5 | Баскетбольная арена Зрителей: 9627 Судьи: Ненад Крстич, Петер Любич |

Итог: -е место

#### Женщины
Состав
| Номер | Имя                 | Позиция       | Бросковая рука | Дата рождения   | Рост, см | Вес, кг | Клуб      | Игры | Голы |
| ----- | ------------------- | ------------- | -------------- | --------------- | -------- | ------- | --------- | ---- | ---- |
| 3     | Бландин Дансет      | Крайняя       | Левая          | 14 февраля 1988 | 169      | 60      | Ним       | 6    | 9    |
| 4     | Нина Камто Нджитам  | Линейная      | Правая         | 5 июня 1983     | 178      | 74      | Мец       | 6    | 15   |
| 5     | Камиль Айлон        | Полусредняя   | Левая          | 21 мая 1985     | 180      | 66      | Ним       | 6    | 12   |
| 7     | Алисон Пино         | Разыгрывающая | Правая         | 2 мая 1989      | 181      | 66      | Мец       | 6    | 14   |
| 8     | Клодин Менди        | Полусредняя   | Правая         | 8 января 1990   | 182      | 76      | Мец       | 6    | 9    |
| 9     | Поль Бодуан         | Крайняя       | Правая         | 25 октября 1984 | 172      | 58      | Гавр      | 6    | 17   |
| 10    | Софи Эрбе           | Полусредняя   | Правая         | 13 февраля 1982 | 174      | 70      | Ним       | 6    | 1    |
| 12    | Амандин Лейно       | Вратарь       | Левая          | 2 мая 1986      | 178      | 64      | Мец       | 6    | -100 |
| 16    | Клеопатр Дарлё      | Вратарь       | Правая         | 1 июля 1989     | 176      | 72      | Арвор 29  | 6    | -26  |
| 17    | Сираба Дембеле      | Крайняя       | Правая         | 28 июня 1986    | 172      | 64      | Тулон     | 6    | 22   |
| 18    | Одри Деруан         | Крайняя       | Левая          | 6 сентября 1989 | 176      | 69      | Тулон     | 6    | 9    |
| 20    | Рафаэль Тервель     | Крайняя       | Правая         | 21 апреля 1979  | 178      | 68      | Ичако     | 6    | 10   |
| 24    | Марьям Синьяте      | Полусредняя   | Правая         | 22 июля 1985    | 189      | 84      | Исси-Пари | 6    | 16   |
| 64    | Александра Лакрабер | Полусредняя   | Левая          | 27 апреля 1987  | 177      | 77      | Арвор 29  | 6    | 13   |

| Должность        | Имя              | Гражданство | Дата рождения    |
| ---------------- | ---------------- | ----------- | ---------------- |
| Главный тренер   | Оливье Крёмбольц | Франция     | 12 сентября 1958 |
| Помощник тренера | Эрик Барадат     | Франция     |                  |

Результаты
Групповой этап (группа B)
| Место | Команда          | И | В | Н | П | ГЗ  | ГП  | +/- | Очки |
| ----- | ---------------- | - | - | - | - | --- | --- | --- | ---- |
| 1     | Франция          | 5 | 4 | 1 | 0 | 125 | 103 | +22 | 9    |
| 2     | Республика Корея | 5 | 3 | 1 | 1 | 136 | 130 | +6  | 7    |
| 3     | Испания          | 5 | 3 | 1 | 1 | 119 | 114 | +5  | 7    |
| 4     | Норвегия         | 5 | 2 | 1 | 2 | 118 | 120 | −2  | 5    |
| 5     | Дания            | 5 | 1 | 0 | 4 | 113 | 121 | −8  | 2    |
| 6     | Швеция           | 5 | 0 | 0 | 5 | 108 | 131 | −23 | 0    |

| 28 июля 2012 21:15 UTC+1 | Норвегия        | 23:24   | Франция                         | Коппер-Бокс, Лондон Зрителей: 3968 Судьи: Крстич, Любич (SLO) |
| 28 июля 2012 21:15 UTC+1 | Ида Альстад — 5 | (12:17) | 5 — Поль Бодуан, Марьям Синьяте | Коппер-Бокс, Лондон Зрителей: 3968 Судьи: Крстич, Любич (SLO) |
| 28 июля 2012 21:15 UTC+1 | 2× 3×           | Отчёт   | 5× 4× 1×                        | Коппер-Бокс, Лондон Зрителей: 3968 Судьи: Крстич, Любич (SLO) |

| 30 июля 2012 16:15 UTC+1 | Франция            | 18:18  | Испания         | Коппер-Бокс, Лондон Зрителей: 4671 Судьи: Горачек, Новотны (CZE) |
| 30 июля 2012 16:15 UTC+1 | Сираба Дембеле — 6 | (7:10) | 6 — Марта Манге | Коппер-Бокс, Лондон Зрителей: 4671 Судьи: Горачек, Новотны (CZE) |
| 30 июля 2012 16:15 UTC+1 | 6× 3× 1×           | Отчёт  | 4×              | Коппер-Бокс, Лондон Зрителей: 4671 Судьи: Горачек, Новотны (CZE) |

| 1 августа 2012 14:30 UTC+1 | Франция      | 29:17   | Швеция          | Коппер-Бокс, Лондон Зрителей: 4638 Судьи: Губица, Милошевич (CRO) |
| 1 августа 2012 14:30 UTC+1 | 4 игрока — 4 | (16:11) | 6 — Юханна Альм | Коппер-Бокс, Лондон Зрителей: 4638 Судьи: Губица, Милошевич (CRO) |
| 1 августа 2012 14:30 UTC+1 | 2× 3×        | Отчёт   | 1× 3×           | Коппер-Бокс, Лондон Зрителей: 4638 Судьи: Губица, Милошевич (CRO) |

| 3 августа 2012 11:15 UTC+1 | Республика Корея | 21:24   | Франция                 | Коппер-Бокс, Лондон Зрителей: 4568 Судьи: Николич, Стойкович (SRB) |
| 3 августа 2012 11:15 UTC+1 | Сим Хе Ин — 6    | (12:10) | 4 — Александра Лакрабер | Коппер-Бокс, Лондон Зрителей: 4568 Судьи: Николич, Стойкович (SRB) |
| 3 августа 2012 11:15 UTC+1 | 3× 2×            | Отчёт   | 2× 4×                   | Коппер-Бокс, Лондон Зрителей: 4568 Судьи: Николич, Стойкович (SRB) |

| 5 августа 2012 21:15 UTC+1 | Дания                | 24:30   | Франция                | Коппер-Бокс, Лондон Зрителей: 4616 Судьи: Дута, Флореску (ROU) |
| 5 августа 2012 21:15 UTC+1 | Анн-Грете Норгор — 4 | (10:17) | 6 — Нина Камто Нджитам | Коппер-Бокс, Лондон Зрителей: 4616 Судьи: Дута, Флореску (ROU) |
| 5 августа 2012 21:15 UTC+1 | 2× 3×                | Отчёт   | 1× 2×                  | Коппер-Бокс, Лондон Зрителей: 4616 Судьи: Дута, Флореску (ROU) |

Четвертьфинал
| 7 августа 2012 20:30 UTC+1 | Франция            | 22:23   | Черногория                            | Коппер-Бокс, Лондон Зрителей: 4559 Судьи: Олесен, Педерсен (DEN) |
| 7 августа 2012 20:30 UTC+1 | Марьям Синьяте — 5 | (13:13) | 6 — Бояна Попович, Катарина Булатович | Коппер-Бокс, Лондон Зрителей: 4559 Судьи: Олесен, Педерсен (DEN) |
| 7 августа 2012 20:30 UTC+1 | 2× 3×              | Отчёт   | 3× 4×                                 | Коппер-Бокс, Лондон Зрителей: 4559 Судьи: Олесен, Педерсен (DEN) |

Итог: по результатам олимпийского турнира женская сборная Франции по гандболу заняла 5-е место.

### Гимнастика
Спортсменов — 12

#### Спортивная гимнастика
В квалификационном раунде проходил отбор, как в финал командного многоборья, так и в финалы личных дисциплин. В финал индивидуального многоборья отбиралось 24 спортсмена с наивысшими результатами, а в финалы отдельных упражнений по 8 спортсменов, причём в финале личных дисциплин страна не могла быть представлена более, чем 2 спортсменами. В командном многоборье в квалификации на каждом снаряде выступали по 4 спортсмена, а в зачёт шли три лучших результата. В финале командных соревнований на каждом снаряде выступало по три спортсмена и все три результата шли в зачёт.
Мужчины
| Соревнование              | Спортсмены                                                          | Квалификация | Квалификация | Финал   | Финал |
| Соревнование              | Спортсмены                                                          | Баллы        | Место        | Баллы   | Место |
| ------------------------- | ------------------------------------------------------------------- | ------------ | ------------ | ------- | ----- |
| Командное многоборье      | Пьер Ив Бени Ян Кушера Гамильтон Сабо Гаэль да Силва Сирил Томмазон | 265,759      | 8            | 265,441 | 8     |
| Индивидуальное многоборье |                                                                     |              |              |         |       |
| Вольные упражнения        |                                                                     |              |              |         |       |
| Конь                      |                                                                     |              |              |         |       |
| Кольца                    |                                                                     |              |              |         |       |
| Опорный прыжок            |                                                                     |              |              |         |       |
| Параллельные брусья       |                                                                     |              |              |         |       |
| Перекладина               |                                                                     |              |              |         |       |

Женщины
| Соревнование          | Спортсмен                                                          | Вольные упражнения | Вольные упражнения | Бревно | Бревно | Брусья | Брусья | Опорный прыжок | Опорный прыжок | Абсолютное первенство | Абсолютное первенство |
| Соревнование          | Спортсмен                                                          | Очки               | Место              | Очки   | Место  | Очки   | Место  | Очки           | Место          | Очки                  | Место                 |
| --------------------- | ------------------------------------------------------------------ | ------------------ | ------------------ | ------ | ------ | ------ | ------ | -------------- | -------------- | --------------------- | --------------------- |
| абсолютное первенство |                                                                    |                    |                    |        |        |        |        |                |                |                       |                       |
|                       |                                                                    |                    |                    |        |        |        |        |                |                |                       |                       |
|                       |                                                                    |                    |                    |        |        |        |        |                |                |                       |                       |
|                       |                                                                    |                    |                    |        |        |        |        |                |                |                       |                       |
|                       |                                                                    |                    |                    |        |        |        |        |                |                |                       |                       |
| командное первенство  | Мира Бумежмажен Юна Дюфурне Анна Кум Орели Малоссена София Серсери | 39,832             | 12                 | 40,866 | 8      | 41,333 | 9      | 42,765         | 8              | 164,796               | 11                    |

#### Художественная гимнастика
Женщины
| Соревнование              | Спортсменки | Квалификация | Квалификация | Финал | Финал |
| Соревнование              | Спортсменки | Очки         | Место        | Очки  | Место |
| ------------------------- | ----------- | ------------ | ------------ | ----- | ----- |
| индивидуальное многоборье |             |              |              |       |       |

#### Прыжки на батуте
Мужчины
| Соревнование      | Спортсмены | Квалификация | Квалификация | Финал | Финал |
| Соревнование      | Спортсмены | Очки         | Место        | Очки  | Место |
| ----------------- | ---------- | ------------ | ------------ | ----- | ----- |
| личное первенство |            |              |              |       |       |

### Гребля на байдарках и каноэ
Спортсменов —

#### Гребля на гладкой воде
Мужчины
| Соревнование | Спортсмены | Предварительный этап | Предварительный этап | Полуфиналы | Полуфиналы | Финал | Финал |
| Соревнование | Спортсмены | Время                | Место                | Время      | Место      | Время | Место |
| ------------ | ---------- | -------------------- | -------------------- | ---------- | ---------- | ----- | ----- |
| Б-1, 200 м   |            |                      |                      |            |            |       |       |
| Б-2, 200 м   |            |                      |                      |            |            |       |       |

Женщины
| Соревнование | Спортсмены | Предварительный этап | Предварительный этап | Полуфиналы | Полуфиналы | Финал | Финал |
| Соревнование | Спортсмены | Время                | Место                | Время      | Место      | Время | Место |
| ------------ | ---------- | -------------------- | -------------------- | ---------- | ---------- | ----- | ----- |
| Б-4, 500 м   |            |                      |                      |            |            |       |       |

#### Гребной слалом
Мужчины
| Соревнование | Спортсмены               | Предварительный этап | Предварительный этап | Предварительный этап | Предварительный этап | Предварительный этап | Предварительный этап | Предварительный этап | Полуфинал | Полуфинал | Полуфинал | Полуфинал | Финал  | Финал | Финал  | Финал |
| Соревнование | Спортсмены               | 1 попытка            | 1 попытка            | 1 попытка            | 2 попытка            | 2 попытка            | 2 попытка            | Место                | Полуфинал | Полуфинал | Полуфинал | Полуфинал | Финал  | Финал | Финал  | Финал |
| Соревнование | Спортсмены               | Время                | Штраф                | Итог                 | Время                | Штраф                | Итог                 | Место                | Время     | Штраф     | Итог      | Место     | Время  | Штраф | Итог   | Место |
| ------------ | ------------------------ | -------------------- | -------------------- | -------------------- | -------------------- | -------------------- | -------------------- | -------------------- | --------- | --------- | --------- | --------- | ------ | ----- | ------ | ----- |
| Б-1          |                          |                      |                      |                      |                      |                      |                      |                      |           |           |           |           |        |       |        |       |
| К-1          | Тони Эстанге             | 89,24                | 4                    | 93,24                | 95,20                | 4                    | 99,20                | 7                    | 101,67    | 0         | 101,67    | 3         | 97,06  | 0     | 97,06  | 1     |
| К-2          | Маттьё Пеше Готье Клаусс | 94,98                | 2                    | 96,98                | 101,03               | 50                   | 151,03               | 1                    | 109,27    | 0         | 109,27    | 3         | 107,17 | 2     | 109,17 | 4     |

Женщины
| Соревнование | Спортсмены | Предварительный этап | Предварительный этап | Полуфиналы | Полуфиналы | Финал | Финал |
| Соревнование | Спортсмены | Время                | Место                | Время      | Место      | Время | Место |
| ------------ | ---------- | -------------------- | -------------------- | ---------- | ---------- | ----- | ----- |
| Б-1          |            |                      |                      |            |            |       |       |

### Дзюдо
Спортсменов — 14
Соревнования по дзюдо проводились по системе на выбывание. Утешительные встречи проводились между спортсменами, потерпевшими поражение в четвертьфинале турнира. Победители утешительных встреч встречались в схватке за 3-е место со спортсменами, проигравшими в полуфинале в противоположной половине турнирной сетки.
Мужчины
| Категория    | Спортсмены  | 1/32 финала        | 1/16 финала                            | 1/8 финала                       | Четвертьфинал                          | Полуфинал                            | Финал                                | Место |
| Категория    | Спортсмены  | Соперник Результат | Соперник Результат                     | Соперник Результат               | Соперник Результат                     | Соперник Результат                   | Соперник Результат                   | Место |
| ------------ | ----------- | ------------------ | -------------------------------------- | -------------------------------- | -------------------------------------- | ------------------------------------ | ------------------------------------ | ----- |
| до 60 кг     | Софьян Милу | Не участвовал      | Беткили Шуквани (GEO) поб. 1000 — 0011 | Тони Ломо (SOL) поб. 0200 — 0001 | Хироаки Хираока (JPN) пор. 0010 — 0012 | За 3-е место                         | За 3-е место                         | 5     |
| до 60 кг     | Софьян Милу | Не участвовал      | Беткили Шуквани (GEO) поб. 1000 — 0011 | Тони Ломо (SOL) поб. 0200 — 0001 | Хироаки Хираока (JPN) пор. 0010 — 0012 | Ованес Давтян (ARM) поб. 0010 — 0002 | Ришод Собиров (UZB) пор. 0003 — 0100 | 5     |
| до 66 кг     |             |                    |                                        |                                  |                                        |                                      |                                      |       |
| до 73 кг     |             | Не участвовал      |                                        |                                  |                                        |                                      |                                      |       |
| до 81 кг     |             | Не участвовал      |                                        |                                  |                                        |                                      |                                      |       |
| до 90 кг     |             |                    |                                        |                                  |                                        |                                      |                                      |       |
| до 100 кг    |             |                    |                                        |                                  |                                        |                                      |                                      |       |
| свыше 100 кг |             |                    |                                        |                                  |                                        |                                      |                                      |       |

Женщины
| Категория   | Спортсмены | 1/16 финала        | 1/8 финала         | Четвертьфинал      | Полуфинал          | Финал              | Место |
| Категория   | Спортсмены | Соперник Результат | Соперник Результат | Соперник Результат | Соперник Результат | Соперник Результат | Место |
| ----------- | ---------- | ------------------ | ------------------ | ------------------ | ------------------ | ------------------ | ----- |
| до 48 кг    |            | Не участвовала     |                    |                    |                    |                    |       |
| до 52 кг    |            |                    |                    |                    |                    |                    |       |
| до 57 кг    |            |                    |                    |                    |                    |                    |       |
| до 63 кг    |            |                    |                    |                    |                    |                    |       |
| до 70 кг    |            | Не участвовала     |                    |                    |                    |                    |       |
| до 78 кг    |            |                    |                    |                    |                    |                    |       |
| свыше 78 кг |            |                    |                    |                    |                    |                    |       |

### Конный спорт
Спортсменов — 10

#### Выездка
| Соревнование              | Спортсмены | Большой Приз | Большой Приз | Переездка Большого Приза | Переездка Большого Приза | КЮР Большого Приза | КЮР Большого Приза | Всего     | Всего |
| Соревнование              | Спортсмены | Результат    | Место        | Результат                | Место                    | Результат          | Место              | Результат | Место |
| ------------------------- | ---------- | ------------ | ------------ | ------------------------ | ------------------------ | ------------------ | ------------------ | --------- | ----- |
| Индивидуальное первенство |            |              |              |                          |                          |                    |                    |           |       |

#### Троеборье
| Соревнование              | Спортсмены | Манежная езда | Манежная езда | Кросс     | Кросс | Конкур    | Конкур | Финальный конкур | Финальный конкур | Всего     | Всего |
| Соревнование              | Спортсмены | Результат     | Место         | Результат | Место | Результат | Место  | Результат        | Место            | Результат | Место |
| ------------------------- | ---------- | ------------- | ------------- | --------- | ----- | --------- | ------ | ---------------- | ---------------- | --------- | ----- |
| индивидуальное первенство |            |               |               |           |       |           |        |                  |                  |           |       |
|                           |            |               |               |           |       |           |        |                  |                  |           |       |
|                           |            |               |               |           |       |           |        |                  |                  |           |       |
|                           |            |               |               |           |       |           |        |                  |                  |           |       |
|                           |            |               |               |           |       |           |        |                  |                  |           |       |
| командное первенство      |            |               |               |           |       |           |        |                  |                  |           |       |

#### Конкур
В каждом из раундов спортсменам необходимо было пройти дистанцию с разным количеством препятствий и разным лимитом времени. За каждое сбитое препятствие спортсмену начислялось 4 штрафных балла, за превышение лимита времени 1 штрафное очко (за каждые 5 секунд). В финал личного первенства могло пройти только три спортсмена от одной страны. В зачёт командных соревнований шли три лучших результата, показанные спортсменами во время личного первенства.
| Соревнование              | Спортсмены                                             | Квалификация | Квалификация | Квалификация | Квалификация | Квалификация | Квалификация          | Квалификация          | Квалификация          | Финал                 | Финал                 | Финал                 | Финал                 | Финал |
| Соревнование              | Спортсмены                                             | 1 раунд      | 1 раунд      | 2 раунд      | Всего        | Всего        | 3 раунд               | Всего                 | Всего                 | Финал A               | Финал A               | Финал B               | Всего                 | Всего |
| Соревнование              | Спортсмены                                             | Штраф        | Место        | Штраф        | Штраф        | Место        | Штраф                 | Штраф                 | Место                 | Штраф                 | Место                 | Штраф                 | Штраф                 | Место |
| ------------------------- | ------------------------------------------------------ | ------------ | ------------ | ------------ | ------------ | ------------ | --------------------- | --------------------- | --------------------- | --------------------- | --------------------- | --------------------- | --------------------- | ----- |
| Индивидуальное первенство | Оливье Гийон на Lord de Theize                         | 4            | 42 Q         | 4            | 8            | 31 Q         | 8                     | 16                    | 33 Q                  | 0                     | 1 Q                   | 9                     | 9                     | 12    |
| Индивидуальное первенство | Симон Делестре на Rahmannshof’s Bogen                  | 0            | 1 Q          | 6            | 6            | 30 Q         | 8                     | 14                    | 32 Q                  | 4                     | 11 Q                  | 8                     | 12                    | 19    |
| Индивидуальное первенство | Кевин Сто на Silvana                                   | 0            | 1 Q          | 4            | 4            | 17 Q         | 4                     | 8                     | 11 Q                  | 16                    | 34                    | Завершил выступление  | Завершил выступление  | 34    |
| Индивидуальное первенство | Пенелоп Лепревос на Mylord Carthago                    | 1            | 33 Q         | 8            | 9            | 47           | Завершила выступление | Завершила выступление | Завершила выступление | Завершила выступление | Завершила выступление | Завершила выступление | Завершила выступление | 47    |
| Командное первенство      | Оливье Гийон Симон Делестре Кевин Сто Пенелоп Лепревос |              |              | 4 6 4 8      | 14           | 12           | Завершили выступление | Завершили выступление |                       |                       |                       |                       |                       | 12    |

### Лёгкая атлетика
Спортсменов —
Мужчины
| Дисциплина      | Спортсмен       | Предварительный раунд | Предварительный раунд | Четвертьфиналы | Четвертьфиналы | Полуфиналы           | Полуфиналы           | Финал                | Финал                |
| Дисциплина      | Спортсмен       | Результат             | Место                 | Результат      | Место          | Результат            | Место                | Результат            | Место                |
| --------------- | --------------- | --------------------- | --------------------- | -------------- | -------------- | -------------------- | -------------------- | -------------------- | -------------------- |
| 100 м           |                 |                       |                       |                |                |                      |                      |                      |                      |
|                 |                 |                       |                       |                |                |                      |                      |                      |                      |
| 200 м           |                 |                       |                       |                |                |                      |                      |                      |                      |
| 400 м           |                 |                       |                       |                |                |                      |                      |                      |                      |
| 800 м           |                 |                       |                       |                |                |                      |                      |                      |                      |
| 1500 м          | Джамаль Ааррасс | 3:45,13               | 12                    |                |                | Завершил выступление | Завершил выступление | Завершил выступление | Завершил выступление |
| 1500 м          |                 |                       |                       |                |                |                      |                      |                      |                      |
| 1500 м          |                 |                       |                       |                |                |                      |                      |                      |                      |
| 5 000 м         |                 |                       |                       |                |                |                      |                      |                      |                      |
| 10 000 м        |                 |                       |                       |                |                |                      |                      |                      |                      |
| 110 м с/б       |                 |                       |                       |                |                |                      |                      |                      |                      |
|                 |                 |                       |                       |                |                |                      |                      |                      |                      |
|                 |                 |                       |                       |                |                |                      |                      |                      |                      |
| 400 м с/б       |                 |                       |                       |                |                |                      |                      |                      |                      |
| 3 000 м с/п     |                 |                       |                       |                |                |                      |                      |                      |                      |
|                 |                 |                       |                       |                |                |                      |                      |                      |                      |
|                 |                 |                       |                       |                |                |                      |                      |                      |                      |
| марафон         |                 |                       |                       |                |                |                      |                      |                      |                      |
|                 |                 |                       |                       |                |                |                      |                      |                      |                      |
|                 |                 |                       |                       |                |                |                      |                      |                      |                      |
| ходьба на 20 км |                 |                       |                       |                |                |                      |                      |                      |                      |
| ходьба на 50 км |                 |                       |                       |                |                |                      |                      |                      |                      |
|                 |                 |                       |                       |                |                |                      |                      |                      |                      |
| прыжки в длину  |                 |                       |                       |                |                |                      |                      |                      |                      |
| тройной прыжок  |                 |                       |                       |                |                |                      |                      |                      |                      |
|                 |                 |                       |                       |                |                |                      |                      |                      |                      |
| прыжки с шестом |                 |                       |                       |                |                |                      |                      |                      |                      |
|                 |                 |                       |                       |                |                |                      |                      |                      |                      |
| метание молота  |                 |                       |                       |                |                |                      |                      |                      |                      |
| десятиборье     |                 |                       |                       |                |                |                      |                      |                      |                      |

Женщины
| Дисциплина      | Спортсмен      | Предварительный раунд | Предварительный раунд | Четвертьфиналы | Четвертьфиналы | Полуфиналы | Полуфиналы | Финал     | Финал |
| Дисциплина      | Спортсмен      | Результат             | Место                 | Результат      | Место          | Результат  | Место      | Результат | Место |
| --------------- | -------------- | --------------------- | --------------------- | -------------- | -------------- | ---------- | ---------- | --------- | ----- |
| 100 м           |                |                       |                       |                |                |            |            |           |       |
|                 |                |                       |                       |                |                |            |            |           |       |
|                 |                |                       |                       |                |                |            |            |           |       |
| 200 м           |                |                       |                       |                |                |            |            |           |       |
|                 |                |                       |                       |                |                |            |            |           |       |
| 400 м           |                |                       |                       |                |                |            |            |           |       |
| 800 м           |                |                       |                       |                |                |            |            |           |       |
| 1 500 м         |                |                       |                       |                |                |            |            |           |       |
| 10 000 м        |                |                       |                       |                |                |            |            |           |       |
| 100 м с/б       |                |                       |                       |                |                |            |            |           |       |
|                 |                |                       |                       |                |                |            |            |           |       |
|                 |                |                       |                       |                |                |            |            |           |       |
| 400 м с/б       |                |                       |                       |                |                |            |            |           |       |
| 3 000 м с/п     |                |                       |                       |                |                |            |            |           |       |
| марафон         |                |                       |                       |                |                |            |            |           |       |
|                 |                |                       |                       |                |                |            |            |           |       |
|                 |                |                       |                       |                |                |            |            |           |       |
| ходьба на 20 км |                |                       |                       |                |                |            |            |           |       |
| прыжки в длину  |                |                       |                       |                |                |            |            |           |       |
| прыжки в высоту |                |                       |                       |                |                |            |            |           |       |
| прыжки с шестом | Ванесса Бослак |                       |                       |                |                |            |            |           |       |
| прыжки с шестом | Марион Лоту    |                       |                       |                |                |            |            |           |       |
| метание диска   |                |                       |                       |                |                |            |            |           |       |
| метание молота  |                |                       |                       |                |                |            |            |           |       |
| семиборье       |                |                       |                       |                |                |            |            |           |       |

### Настольный теннис
Спортсменов — 1
Соревнования по настольному теннису проходили по системе плей-офф. Каждый матч продолжался до тех пор, пока один из теннисистов не выигрывал 4 партии. Сильнейшие 16 спортсменов начинали соревнования с третьего раунда, следующие 16 по рейтингу стартовали со второго раунда.
Мужчины
| Соревнование     | Спортсмены          | Квалификация       | Первый раунд       | Второй раунд       | Третий раунд                 | 1/8 финала           | Четвертьфинал        | Полуфинал            | Финал                | Место |
| Соревнование     | Спортсмены          | Соперник Результат | Соперник Результат | Соперник Результат | Соперник Результат           | Соперник Результат   | Соперник Результат   | Соперник Результат   | Соперник Результат   | Место |
| ---------------- | ------------------- | ------------------ | ------------------ | ------------------ | ---------------------------- | -------------------- | -------------------- | -------------------- | -------------------- | ----- |
| Одиночный разряд | Адрьен Маттене (14) | Не участвовал      | Не участвовал      | Не участвовал      | Чэнь Вэйсин (AUT) (18) П 0:4 | Завершил выступление | Завершил выступление | Завершил выступление | Завершил выступление | 17    |

### Парусный спорт
Спортсменов — 16
Соревнования по парусному спорту в каждом из классов состояли из 10 гонок, за исключением класса 49er, где проводилось 15 заездов. В каждой гонке спортсмены стартовали одновременно. Победителем каждой из гонок становился экипаж, первым пересекший финишную черту. Количество очков, идущих в общий зачёт, соответствовало занятому командой месту. 10 лучших экипажей по результатам 10 гонок попадали в медальную гонку, результаты которой также шли в общий зачёт. В медальной гонке, очки, полученные экипажем, удваивались. В случае если участник соревнований не смог завершить гонку, ему начислялось количество очков, равное количеству участников плюс один. При итоговом подсчёте очков не учитывался худший результат, показанный экипажем в одной из гонок. Сборная, набравшая наименьшее количество очков, становится олимпийским чемпионом.
Мужчины
| Класс    | Спортсмены    | Гонка | Гонка | Гонка | Гонка | Гонка | Гонка | Гонка | Гонка | Гонка | Гонка | Гонка | Очки | Место |
| Класс    | Спортсмены    | 1     | 2     | 3     | 4     | 5     | 6     | 7     | 8     | 9     | 10    | M     | Очки | Место |
| -------- | ------------- | ----- | ----- | ----- | ----- | ----- | ----- | ----- | ----- | ----- | ----- | ----- | ---- | ----- |
| RS:X     | Жюльен Бонтан | 23    | 14    | 2     | 5     | 5     | 4     | 17    | 5     | 8     | 6     | 4     | 70   | 5     |
| 470      |               |       |       |       |       |       |       |       |       |       |       |       |      |       |
| Лазер    |               |       |       |       |       |       |       |       |       |       |       |       |      |       |
| Звёздный |               |       |       |       |       |       |       |       |       |       |       |       |      |       |
| Финн     | Жонатан Лобер | 9     | 4     | 4     | 2     | 6     | 7     | 5     | 10    | 3     | 7     | 2     | 49   | 3     |

Женщины
| Класс        | Спортсмены | Гонка | Гонка | Гонка | Гонка | Гонка | Гонка | Гонка | Гонка | Гонка | Гонка | Гонка | Очки | Место |
| Класс        | Спортсмены | 1     | 2     | 3     | 4     | 5     | 6     | 7     | 8     | 9     | 10    | M     | Очки | Место |
| ------------ | ---------- | ----- | ----- | ----- | ----- | ----- | ----- | ----- | ----- | ----- | ----- | ----- | ---- | ----- |
| RS:X         |            |       |       |       |       |       |       |       |       |       |       |       |      |       |
| 470          |            |       |       |       |       |       |       |       |       |       |       |       |      |       |
| Лазер Радиал |            |       |       |       |       |       |       |       |       |       |       |       |      |       |

Эллиот
В классе Эллиот соревновались 12 экипажей, которые на предварительном раунде в матчевых поединках встречались каждый с каждым. Восемь лучших экипажей выходили в плей-офф, где по олимпийской системе определяли тройку призёров соревнований.
| Класс  | Спортсмены | Матчи | Матчи | Матчи | Матчи | Матчи | Матчи | Матчи | Матчи | Матчи | Матчи | Матчи | Матчи      | Матчи      | Матчи | Место |
| Класс  | Спортсмены | 1     | 2     | 3     | 4     | 5     | 6     | 7     | 8     | 9     | 10    | 11    | 1/4 финала | 1/2 финала | Финал | Место |
| ------ | ---------- | ----- | ----- | ----- | ----- | ----- | ----- | ----- | ----- | ----- | ----- | ----- | ---------- | ---------- | ----- | ----- |
| Эллиот |            |       |       |       |       |       |       |       |       |       |       |       |            |            |       |       |

Открытый класс
| Класс | Спортсмены | Гонка | Гонка | Гонка | Гонка | Гонка | Гонка | Гонка | Гонка | Гонка | Гонка | Гонка | Гонка | Гонка | Гонка | Гонка | Гонка | Очки | Место |
| Класс | Спортсмены | 1     | 2     | 3     | 4     | 5     | 6     | 7     | 8     | 9     | 10    | 11    | 12    | 13    | 14    | 15    | M     | Очки | Место |
| ----- | ---------- | ----- | ----- | ----- | ----- | ----- | ----- | ----- | ----- | ----- | ----- | ----- | ----- | ----- | ----- | ----- | ----- | ---- | ----- |
| 49er  |            |       |       |       |       |       |       |       |       |       |       |       |       |       |       |       |       |      |       |

Использованы следующие сокращения:
- M — медальная гонка

### Современное пятиборье
Спортсменов — 3
Современное пятиборье включает в себя: стрельбу, плавание, фехтование, верховую езду и бег. Впервые в истории соревнования по современному пятиборью проводились в новом формате. Бег и стрельба были объединены в один вид — комбайн. В комбайне спортсмены стартовали с гандикапом, набранным за предыдущие три дисциплины (4 очка = 1 секунда). Олимпийским чемпионом становится спортсмен, который пересекает финишную линию первым.
Мужчины
| Соревнование              | Спортсмены      | Фехтование | Фехтование | Фехтование | Плавание | Плавание | Плавание | Верховая езда | Верховая езда | Верховая езда | Комбайн  | Комбайн | Комбайн | Всего     | Всего |
| Соревнование              | Спортсмены      | Побед      | Очки       | Место      | Время    | Очки     | Место    | Штраф         | Очки          | Место         | Время    | Очки    | Место   | Результат | Место |
| ------------------------- | --------------- | ---------- | ---------- | ---------- | -------- | -------- | -------- | ------------- | ------------- | ------------- | -------- | ------- | ------- | --------- | ----- |
| Индивидуальное первенство | Кристофер Патте | 16         | 784        | 20         | 2:05,99  | 1292     | 20       | 84            | 1116          | 21            | 10:43,96 | 2428    | 11      | 5620      | 17    |

Женщины
| Соревнование              | Спортсмены    | Фехтование | Фехтование | Фехтование | Плавание  | Плавание | Плавание | Верховая езда | Верховая езда | Верховая езда | Комбайн   | Комбайн | Комбайн | Всего     | Всего |
| Соревнование              | Спортсмены    | Уколы      | Очки       | Место      | Результат | Очки     | Место    | Результат     | Очки          | Место         | Результат | Очки    | Место   | Результат | Место |
| ------------------------- | ------------- | ---------- | ---------- | ---------- | --------- | -------- | -------- | ------------- | ------------- | ------------- | --------- | ------- | ------- | --------- | ----- |
| Индивидуальное первенство | Амели Казе    |            |            |            |           |          |          |               |               |               |           |         |         |           |       |
| Индивидуальное первенство | Элоди Клувель |            |            |            |           |          |          |               |               |               |           |         |         |           |       |

### Стрельба
Спортсменов — 14
По итогам квалификации 6 или 8 лучших спортсменов (в зависимости от дисциплины), набравшие наибольшее количество очков, проходили в финал. Победителем соревнований становился стрелок, набравший наибольшую сумму очков по итогам квалификации и финала. В пулевой стрельбе в финале количество очков за попадание в каждой из попыток измерялось с точностью до десятой.
Мужчины
| Соревнование                          | Спортсмены        | Квалификация | Квалификация | Финал                | Всего                | Всего                |
| Соревнование                          | Спортсмены        | Результат    | Место        | Финал                | Результат            | Место                |
| ------------------------------------- | ----------------- | ------------ | ------------ | -------------------- | -------------------- | -------------------- |
| Пневматическая винтовка, 10 метров    |                   |              |              |                      |                      |                      |
|                                       |                   |              |              |                      |                      |                      |
| Винтовка из трёх положений, 50 метров | Сириль Графф      | 1171         | 3            | 100,0                | 1271,0               | 4                    |
| Винтовка из трёх положений, 50 метров | Валериан Совеплан | 1167         | 13           | Завершил выступление | Завершил выступление | Завершил выступление |
| Винтовка лёжа, 50 метров              | Валериан Совеплан |              |              |                      |                      |                      |
| Винтовка лёжа, 50 метров              |                   |              |              |                      |                      |                      |
| Пневматический пистолет, 10 метров    |                   |              |              |                      |                      |                      |
|                                       |                   |              |              |                      |                      |                      |
| Пистолет, 50 метров                   |                   |              |              |                      |                      |                      |
|                                       |                   |              |              |                      |                      |                      |
| Трап                                  |                   |              |              |                      |                      |                      |
| Скит                                  |                   |              |              |                      |                      |                      |

Женщины
| Соревнование                       | Спортсмены | Квалификация | Квалификация | Финал | Всего     | Всего |
| Соревнование                       | Спортсмены | Результат    | Место        | Финал | Результат | Место |
| ---------------------------------- | ---------- | ------------ | ------------ | ----- | --------- | ----- |
| Пневматическая винтовка, 10 метров |            |              |              |       |           |       |
|                                    |            |              |              |       |           |       |
| Винтовка с трёх позиций, 50 метров |            |              |              |       |           |       |
|                                    |            |              |              |       |           |       |
| Пневматический пистолет, 10 метров |            |              |              |       |           |       |
|                                    |            |              |              |       |           |       |
| Пистолет, 25 метров                |            |              |              |       |           |       |
|                                    |            |              |              |       |           |       |
| Трап                               |            |              |              |       |           |       |
| Скит                               |            |              |              |       |           |       |

### Стрельба из лука
Спортсменов — 4
Мужчины
| Соревнование              | Спортсмены                             | Квалификация | Квалификация | 1/32 финала                   | 1/16 финала        | 1/8 финала         | Четвертьфинал              | Полуфинал             | Финал                 | Место |
| Соревнование              | Спортсмены                             | Результат    | Место        | Соперник Результат            | Соперник Результат | Соперник Результат | Соперник Результат         | Соперник Результат    | Соперник Результат    | Место |
| ------------------------- | -------------------------------------- | ------------ | ------------ | ----------------------------- | ------------------ | ------------------ | -------------------------- | --------------------- | --------------------- | ----- |
| Индивидуальное первенство | Гаэль Превос                           | 679          | 6            | Рене Филипп Куасси (CIV) (59) |                    |                    |                            |                       |                       |       |
| Индивидуальное первенство | Ромен Жируй                            | 677          | 9            | Най Мио Онг (MYA) (56)        |                    |                    |                            |                       |                       |       |
| Индивидуальное первенство | Томас Фошерон                          | 665          | 27           | Виттхая Тхамвонг (THA) (38)   |                    |                    |                            |                       |                       |       |
| Командное первенство      | Томас Фошерон Ромен Жируй Гаэль Превос | 2021         | 2            |                               |                    |                    | Мексика (7) · пор. 212:220 | Завершили выступление | Завершили выступление | 8     |

Женщины
| Соревнование              | Спортсмены  | Квалификация | Квалификация | 1/32 финала               | 1/16 финала        | 1/8 финала         | Четвертьфинал      | Полуфинал          | Финал              |
| Соревнование              | Спортсмены  | Результат    | Место        | Соперник Результат        | Соперник Результат | Соперник Результат | Соперник Результат | Соперник Результат | Соперник Результат |
| ------------------------- | ----------- | ------------ | ------------ | ------------------------- | ------------------ | ------------------ | ------------------ | ------------------ | ------------------ |
| Индивидуальное первенство | Беренжер Шу | 640          | 37           | Каори Каванака (JPN) (28) |                    |                    |                    |                    |                    |

### Тхэквондо
Спортсменов — 2
Женщины
| Соревнование | Спортсмены   | Турнир       | 1/8 финала         | Четвертьфинал      | Полуфинал          | Финал              |
| Соревнование | Спортсмены   | Турнир       | Соперник Результат | Соперник Результат | Соперник Результат | Соперник Результат |
| ------------ | ------------ | ------------ | ------------------ | ------------------ | ------------------ | ------------------ |
| до 57 кг     | Марлен Арнуа | За 1-е место |                    |                    |                    |                    |
| до 57 кг     | Марлен Арнуа | За 3-е место |                    |                    |                    |                    |
| Свыше 67 кг  | Гладис Эпанг | За 1-е место |                    |                    |                    |                    |
| Свыше 67 кг  | Гладис Эпанг | За 3-е место |                    |                    |                    |                    |

### Тяжёлая атлетика
Спортсменов — 3
Мужчины
| Категория | Спортсмен | Вес | Рывок | Рывок | Рывок | Толчок | Толчок | Толчок | Всего | Место |
| Категория | Спортсмен | Вес | 1     | 2     | 3     | 1      | 2      | 3      | Всего | Место |
| --------- | --------- | --- | ----- | ----- | ----- | ------ | ------ | ------ | ----- | ----- |
|           |           |     |       |       |       |        |        |        |       |       |
|           |           |     |       |       |       |        |        |        |       |       |
|           |           |     |       |       |       |        |        |        |       |       |

### Фехтование
Спортсменов — 13
В индивидуальных соревнованиях спортсмены сражаются три раунда по три минуты, либо до того момента, как один из спортсменов нанесёт 15 уколов. В командных соревнованиях поединок идёт 9 раундов по 3 минуты каждый, либо до 45 уколов. Если по окончании времени в поединке зафиксирован ничейный результат, то назначается дополнительная минута до «золотого» укола.
Мужчины
| Соревнование          | Спортсмены    | 1/32 финала        | 1/16 финала                        | 1/8 финала                     | Четвертьфиналы                    | Полуфиналы           | Финал матч за 3-е место | Место |
| Соревнование          | Спортсмены    | Соперник Результат | Соперник Результат                 | Соперник Результат             | Соперник Результат                | Соперник Результат   | Соперник Результат      | Место |
| --------------------- | ------------- | ------------------ | ---------------------------------- | ------------------------------ | --------------------------------- | -------------------- | ----------------------- | ----- |
| Индивидуальная шпага  | Янник Борель  |                    | Дмитрий Карюченко (UKR) поб. 15:10 | Фабиан Каутер (SUI) поб. 15:11 | Бартош Пьясецкий (NOR) пор. 11:15 | Завершил выступление | Завершил выступление    | 5     |
| Индивидуальная шпага  | Готье Грюмье  |                    | Бартош Пьясецкий (NOR) пор. 13:14  | Завершил выступление           | Завершил выступление              | Завершил выступление | Завершил выступление    | 17    |
| Индивидуальная рапира |               | Не участвовал      |                                    |                                |                                   |                      |                         |       |
| Индивидуальная рапира | Не участвовал |                    |                                    |                                |                                   |                      |                         |       |
| Индивидуальная рапира | Не участвовал |                    |                                    |                                |                                   |                      |                         |       |
| Командная рапира      |               |                    |                                    |                                |                                   |                      |                         |       |
| Индивидуальная сабля  |               | Не участвовал      |                                    |                                |                                   |                      |                         |       |

Женщины
| Соревнование          | Спортсмены     | 1/32 финала        | 1/16 финала        | 1/8 финала         | Четвертьфиналы     | Полуфиналы         | Финал матч за 3-е место | Место |
| Соревнование          | Спортсмены     | Соперник Результат | Соперник Результат | Соперник Результат | Соперник Результат | Соперник Результат | Соперник Результат      | Место |
| --------------------- | -------------- | ------------------ | ------------------ | ------------------ | ------------------ | ------------------ | ----------------------- | ----- |
| Индивидуальная шпага  |                | Не участвовала     |                    |                    |                    |                    |                         |       |
| Индивидуальная рапира |                | Не участвовала     |                    |                    |                    |                    |                         |       |
| Индивидуальная рапира | Не участвовала |                    |                    |                    |                    |                    |                         |       |
| Индивидуальная рапира | Не участвовала |                    |                    |                    |                    |                    |                         |       |
| Командная рапира      |                |                    |                    |                    |                    |                    |                         |       |
| Индивидуальная сабля  |                |                    |                    |                    |                    |                    |                         |       |

### Футбол
Спортсменов — 18

#### Женщины
Состав команды
Результаты
Группа G
|   | Команда  | И | В | Н | П | ГЗ | ГП | +/- | Очки |
| - | -------- | - | - | - | - | -- | -- | --- | ---- |
| 1 | США      | 1 | 1 | 0 | 0 | 4  | 2  | +2  | 3    |
| 2 | КНДР     | 1 | 1 | 0 | 0 | 2  | 0  | +2  | 3    |
| 3 | Колумбия | 1 | 0 | 0 | 1 | 0  | 2  | -2  | 0    |
| 4 | Франция  | 1 | 0 | 0 | 1 | 2  | 4  | -2  | 0    |

| 25 июля 2012 17:00 UTC+1                 | \| США \| 4:2 (2:2) Отчёт \| Франция \| \| Уэмбах 19′ · Морган 32′, 66′ · Ллойд 56′ \| Голы \| Тиней 12′ · Дели 14′ \| | Стадион: Хэмпден Парк, Глазго Зрителей: 18,090 Судья: Сатико Ямагиси |
| США                                      | 4:2 (2:2) Отчёт | Франция                                                              |
| Уэмбах 19′ · Морган 32′, 66′ · Ллойд 56′ | Голы | Тиней 12′ · Дели 14′                                                 |

| 28 июля 2012 19:45 UTC+1 | \| Франция \| [Отчёт] \| КНДР \| | Стадион: Хэмпден Парк, Глазго |
| Франция                  | [Отчёт]                          | КНДР                          |

| 31 июля 2012 17:15 UTC+1 | \| Франция \| [Отчёт] \| Колумбия \| | Стадион: Сент-Джеймс Парк, Ньюкасл-апон-Тайн |
| Франция                  | [Отчёт]                              | Колумбия                                     |